# Peter Vaughan
Peter Vaughan (Shropshire, 4 april 1923 – Mannings Heath, 6 december 2016) was een Engels acteur.
In de Amerikaanse fantasy-televisieserie Game of Thrones speelde hij de rol van Aemon Targaryen, een blinde Maester die werkzaam was voor de Night Watch. Hij werd genomineerd voor een BAFTA Award voor zijn rol in Our Friends in the North uit 1998.
Vaughan overleed in 2016 na een kort ziekbed op 93-jarige leeftijd.

## Filmographie

### Televisie
- Our Friends in the North (1998) - Felix Hutchinson
- Game of Thrones (2011-2015) - Maester Aemon Targaryen

### Films
- Village of the Damned (1960) - P.C. Gobby
- Straw Dogs (1971) - Tom Hedden
- The Pied Piper (1972) - Bisschop
- The Mackintosh Man (1973) - Brunskill
- Symptoms (1974) - Brady
- Time Bandits (1981) - Winston de Ogre
- The French Lieutenant’s Woman (1981) - Mr. Freeman
- Brazil (1985) - Mr. Helpmann
- Haunted Honeymoon (1986) - Oom Francis Abbot Sr.
- Mountains of the Moon (1990) - Lord Houghton
- The Remains of the Day (1993) - William Stevens
- The Crucible (1996) - Giles Corey
- Les Misérables (1998) - Bisschop
- La leggenda del pianista sull'oceano (1998) - Pops
- The Mother (2003) - Toots
- The Life and Death of Peter Sellers (2004) - Bill Sellers
- Death at a Funeral (2007) - Oom Alfie

- Biblioteca Nacional de España: XX1324205
- Bibliothèque nationale de France: cb140712270 (data)
- Gemeinsame Normdatei: 173788904
- International Standard Name Identifier: 0000 0000 7824 5535
- Library of Congress Control Number: no97003290
- MusicBrainz: d1170bac-ba32-40fb-bdfa-566cbf916340
- Nationale Bibliotheek van Israël: 987007425086405171
- Nederlandse Thesaurus van Auteursnamen: 253175739
- Istituto Centrale per il Catalogo Unico: UBOV879840
- Système universitaire de documentation: 070705445
- Virtual International Authority File: 26663949
- WorldCat: E39PBJtMjrHGQhff94K96MYHG3